# Nox (музичний гурт)
NOX — угорський музичний гурт, який виступає у стилі фолк, етнічної музики. Одна з небагатьох груп, яка органічно поєднує виконання традиційної угорської етнічної музики у сучасній обробці та сучасні стилі (рок, поп). Постійні учасники гурту Сільвія Петер Сабо (Szilvia Péter Szabó) і Томаш Надь (Tamás Nagy).
2005 року брали участь у конкурсі Євробачення у Києві, де посіли 12-ту сходинку із піснею Forogj, világ! (Обертайся, світе!)

## Офіційні альбоми
- 2002 — Örökség (Спадщина)
- 2003 — Bűvölet (Чари)
- 2004 — Karácsony (Різдво)
- 2005 — Ragyogás (Сяйво)
- 2006 — Örömvölgy (Долина радості)
- 2007 — Csendes (Тиша)
- 2008 — Időntúl (Поза часом)
- 2009 — Most! (Зараз)